# 1374
1374 (MCCCLXXIV) var ett normalår som började en söndag i den julianska kalendern.

## Händelser

### Juli
- 4 juli – Den heliga Birgittas kvarlevor skrinläggs i Vadstena.

### Okänt datum
- En första samling av Den heliga Birgittas mirakler läggs fram av ärkebiskop Birger Gregersson.
- Vid Magnus Erikssons död skall hans försörjningslän i Sverige återlämnas till Albrekt av Mecklenburg, vilket hans son Håkan Magnusson dock vägrar göra.
- Gästriklands bergslag får bergsprivilegium.

## Födda
- 11 april – Roger Mortimer, engelsk earl av March och Ulster.

## Avlidna
- 3 februari – Gottskalk Falkdal, biskop i Linköping 1372–1374.
- 19 juli – Francesco Petrarca, italiensk kanik och poet.
- 1 december – Magnus Eriksson, kung av Sverige 1319–1364 och av Norge 1319–1343 (drunknad vid Bergen).
- Helvig av Slesvig, drottning av Danmark 1340–1355, gift med Valdemar Atterdag (död omkring detta år).
- Nils Markusson, biskop i Linköping 1352–1372.
- Johanna av Flandern, hertiginna och regent av Bretagne.